# Schändung (Roman)
Schändung  (im dänischen Original: Fasandræberne, wörtlich: Fasanenmörder) ist ein Thriller des dänischen Schriftstellers Jussi Adler-Olsen. Die Originalausgabe des zweiten Werks einer Krimibuch-Reihe zur Carl-Mørck-Dezernat-Q-Serie erschien 2008 in Dänemark. Der Roman wurde 2014 verfilmt.

## Handlung
Hauptfigur ist, wie im ersten Band, der Vizekriminalkommissar Carl Mørck, der seit 25 Jahren für die Kopenhagener Mordkommission arbeitet. Er ist seit 2005 von seiner Ehefrau Vigga getrennt und lebt mit deren Sohn Jesper und einem Studenten als Untermieter in einem Haus in Allerød. Die Handlung beginnt im Jahr 2007, als Mørck von seinem Chef Marcus Jacobsen und Stellvertreter Lars Bjørn in das „Sonderdezernat Q“ im Keller des Polizeipräsidiums strafversetzt wird. Aufgabe des Sonderdezernats ist das Neuaufrollen alter, unaufgeklärter Verbrechensfälle. Mørck zur Seite stehen die Assistenten Hafez el-Assad und Rose Knudsen.
Das Sonderdezernat Q beschäftigt sich unter anderem mit einem Doppelmord am 2. August 1987, als zwei Kinder eines Kriminalkommissars brutal ermordet wurden. Søren Jørgensen wurde mit einem Hammer erschlagen und seine Schwester Lisbet zu Tode gefoltert. Ein Anfangsverdacht gegen die Schülerclique eines Eliteinternats in Rødovre bestätigte sich schnell. Da den Verdächtigen nichts nachgewiesen werden konnte, wurden die Ermittlungen jedoch eingestellt. 1996 nahm einer der ehemaligen Rødovre-Schüler Bjarne Thøgersen die Alleinschuld auf sich und wurde zu einer mehrjährigen Haftstrafe im Staatsgefängnis Vridsløselille verurteilt. Kriminalkommissar Henning P. Jørgensen nahm sich aus Trauer um seine ermordeten Kinder sofort darauf das Leben.
Die Mutter der ermordeten Geschwister, Martha Jørgensen, leidet unter einem inoperablen Gehirntumor und wird in Roskilde von der Witwe Yvette Larsen betreut. Mørck ist nicht davon überzeugt, dass Thøgersen allein für den Mord verantwortlich sein soll. Ihn unterscheidet von den anderen wohlhabenden Kindern der damaligen Clique, dass er als einziger auf ein Stipendium angewiesen war. Alle anderen haben mittlerweile Karriere gemacht, Ditlev Pram als plastischer Chirurg, Ulrik Dybbøl Jensen als Wertpapierhändler und Torsten Florin als Modedesigner. Ihr Freund, der Schiffsreeder Kristian Wolf, kam am 15. September 1996 nach einem Jagdunfall ums Leben. Er hatte sich aus Versehen selbst in den Unterleib geschossen und war verblutet. Kirsten-Marie („Kimmie“) Lassen, das einzige Mädchen der Schülerclique, musste einige Schicksalsschläge in ihrem Leben verkraften und landete 1996 als Obdachlose auf den Straßen Kopenhagens.
Carl Mørck bekommt Einsicht in eine Liste mit ungeklärten Delikten, die im Zusammenhang mit dem Internat Rødovre stehen. Es handelt sich um Körperverletzungen, Unfälle mit tödlichem Ausgang und Vermisstenmeldungen. Am 14. Juni 1987 starb Kåre Bruno bei einem Unfall im Schwimmbad unter rätselhaften Umständen. So konnte bei dem Vorfall nicht endgültig geklärt werden, ob es sich um einen Unfall handelte oder ob er von einer unbekannten Person vom Zehn-Meter-Brett gestoßen wurde und beim Aufschlag auf den Kachelboden starb. Am 13. September 1987 wurde die 32-jährige Grete Sonne bei einem Spaziergang von einer Gruppe Jugendlicher überfallen und schwer misshandelt. Ihr Hund wurde getötet und die Frau nackt ausgepeitscht. Bei einem anderen Vorfall am 8. November 1987 wurden Zwillingen auf einem Spielplatz in Tappernøjge die Finger abgeschnitten. Ein deutsches Ehepaar, welches auf der Insel Langeland seinen Urlaub verbrachte, verschwand am 24. April 1988. Einem Hinweis ihrer in Kiel lebenden Tochter Gisela Niemüller auf die Ohrringe ihrer Mutter wurde von der Polizei Rudkøbing nicht nachgegangen.
Mørcks Kollege Johan Jacobsen hat dafür gesorgt, dass die Akte und die Liste der Rødovre-Fälle auf Mørcks Schreibtisch landen. Er strebt eine Neuaufnahme der Ermittlungen gegen die verdächtige Schülerclique an. Jacobsen war mit Lisbet Jørgensen verlobt, hatte also ein Verhältnis mit der Schwester von Søren Jørgensen gehabt. Die Vorgesetzten Marcus Jacobsen und Lars Bjørn verweigern eine Neuaufnahme des Rødovre-Falls, da Bjarne Thøgersen rechtskräftig verurteilt wurde. Carl Mørck hat den Eindruck, dass von ehemaligen Mitgliedern der Rødovre-Clique auf Justizministerium und Polizeipräsidium Druck ausgeübt wird. Mørck findet im Umfeld von Kirsten-Marie Lassen ein Indiz in Form einer Metallschachtel, welche vermutlich persönliche Gegenstände aus der Zeit der Mordfälle birgt.
Mørck fliegt nach Madrid und verhört den Bauunternehmer Kyle Basset, „der während seiner Schulzeit in Rørvig krankenhausreif geschlagen wurde“. Der Verdacht, dass es sich bei Kristian Wolf, Ulrik Dybbøl Jensen, Ditlev Pram, Torsten Florin, Bjarne Thøgersen und Kirsten-Marie Lassen um die Täter handelt, verdichtet sich. Mørcks Assistent Hafez el-Assad erhält den Auftrag, nach Kirsten-Marie Lassen zu fahnden. Es stellt sich heraus, dass der Privatdetektiv Finn Aalbæk ebenfalls nach der Frau sucht und so kommt es zu einer körperlichen Auseinandersetzung zwischen Mørck und Aalbæk. Herbert Pram, Justiz-Ministerialdirektor und Bruder von Ditlev Pram, und Lars Bjørn, ebenfalls ein Rødovre-Schüler, bewirken daraufhin eine Suspendierung Mørcks.
In Kimmie Larssens Erinnerungen tauchen immer wieder Leitmotive aus dem Spielfilm A Clockwork Orange auf, die ihren ehemaligen Kameraden der Rødovre-Clique als Inspiration dienten. Alex, der Anführer aus A Clockwork Orange, und seine Taten dienten ihnen dabei als Vorbild. Kristian Wolf übernahm die Rolle des Anführers. Zusammen mit der Gruppe begingen sie aus nichtigen Motiven eine Reihe von Überfällen, die mit schweren Körperverletzungen bei ihren Opfern endeten. Ihr Mitschüler Kyle Basset wurde das erste Opfer. Kimmie Larssen beging den Fehler, dass sie in die Wohnung von Bjarne Thøgersen zog und den anderen Mitgliedern der Clique nicht mehr zur Verfügung stand. Damit hatte sie gegen die Gesetze der Gruppe verstoßen. Als Vergeltungsmaßnahme wurde sie im März 1996, Bjarne Thøgersen war zu diesem Zeitpunkt nicht im Haus, von Kristian Wolf, Ditlev Pram und Torsten Florin nacheinander vergewaltigt. Bjarne Thøgersen kam unerwartet nach Hause und beteiligte sich an der Gruppenvergewaltigung, anstatt seine Freundin gegen die eigenen Gruppenmitglieder zu verteidigen. Torsten Florin kaufte am Folgetag der Straftat das Zoohandlungsgeschäft, in dem Kimmie Larssen beschäftigt war, und sorgte somit dafür, dass die junge Frau plötzlich arbeitslos wurde. Kimmie wurde von der Gruppenvergewaltigung schwanger und brach mit ihrer Clique. Ditlev und Torsten drohte sie, dass sie Beweisstücke ihrer Tat aufbewahrt hätte und sie der Polizei übergeben würde.
Am 24. Juli 1996 schlug Kristian Wolf sie so stark zusammen, dass sie ins Bispebjerg Hospital eingeliefert wurde. Dort stellten die Gynäkologen fest, dass ihrem viermonatigen Embryo kein Schaden zugefügt wurde. Die Clique wiederholte ihre gewalttätige Bestrafung gegen Kimmie. In der Nacht zum 2. August 1996 wurde sie erneut von Kristian Wolf misshandelt. Dieses Mal kam es infolge seiner Schläge auf ihren Unterleib zu einem Abort. Sie nutzte eine hektische Szene bei einer Notfallaufnahme dazu, zusammen mit ihrer toten, mumifizierten Tochter Mille aus dem Krankenhaus zu fliehen. Kimmie litt die ganze Zeit unter Wahnvorstellungen und sprach mit ihrem toten Kind.
Bei ihrer Flucht wurde sie sowohl von ihrer Stiefmutter Kassandra als auch von ihrem Vater abgewiesen. Bei der heroinsüchtigen Prostituierten Tine „Ratten-Tine“ Karlsen im Kopenhagener Stadtteil Vesterbro fand sie Unterschlupf. Am 15. September 1996 ergab sich bei einer angekündigten Jagd auf der Insel Lolland eine Gelegenheit, sich an Kristian Wolf zu rächen. Sie stach mit einem Messer auf seine Genitalien ein und schoss mit einer Schrotflinte auf die schwere Verletzung. Danach entfernte sie sich vom Tatort und ließ Wolf verbluten. Für die Polizei stellte sich der Vorfall als Jagdunfall dar. Ulrik Dybbøl Jensen, Ditlev Pram, Torsten Florin und Bjarne Thøgersen jedoch ahnten, dass es sich um eine Rachemaßnahme von Kimmie handeln könnte. Daraufhin stellte sich Thøgersen der Polizei und bezichtigte sich selbst des Mordes an Lisbet und Søren Jørgensen in Rørvig.
Die Handlung springt nun wieder zurück in die Gegenwart, ins Jahr 2007. Kimmie beschließt, ihre Rachepläne zu vollenden und somit auch Ulrik Dybbøl Jensen, Ditlev Pram und Torsten Florin zu töten. Sie beginnt ihr Unterfangen, indem sie ein Fotomodell aus der Firma von Torsten Florin zusammenschlägt und in die Villa von Ditlev Pram in Rungsted einbricht. Zuvor hatte Pram den Geliebten seiner Ehefrau Thelma verprügelt. Kimmie bindet Thelma in ihre Rachepläne ein und übergibt ihr eine Pistole. Kimmies Freundin „Ratten-Tine“ warnt sie, dass Ulrik, Ditlev und Torsten einen Privatdetektiv auf sie angesetzt hätten, um sie zu ergreifen. Kimmie verwüstet das Bahngebäude der Dybbølsbro-Station mit einer Handgranate und besorgt Tine eine große Menge Heroin, an dessen Überdosis diese stirbt.
Kimmie verführt den Privatdetektiv Finn Aalbæk und zwingt ihn dazu, sich vom Balkon zu stürzen. Ihre Stiefmutter Kassandra eröffnet ihr, dass ihr Vater in Monte Carlo im Sterben liegt. Im Affekt tötet sie Kassandra, indem sie sie mit Portwein erstickt. Ulrik Dybbøl Jensen ruft Kassandra an, um sie vor der rachsüchtigen Stieftochter zu warnen. Kimmie nimmt ab und gibt sich als ihre Stiefmutter Kassandra aus. Durch dieses Täuschungsmanöver gelingt es ihr in Erfahrung zu bringen, dass Torsten bei Ejlstrup Ulrik und Ditlev zu einer weiteren Jagdveranstaltung lädt. Beim Verlassen des Hauses ihrer Stiefmutter wird Kimmie von der Haushälterin Charlotte Nielsen überrascht. Bei einem Handgemenge kommt diese ums Leben.
Das Sonderdezernat Q stellt anhand von Telefonaten eine Verbindung zwischen Finn Aalbæk und Ditlev Pram her. Außerdem passt der gefundene Ohrring in der Blechschachtel zu dem der deutschen Frau, die auf Langeland verschwand. Mittlerweile beginnt die von Torsten Florin organisierte Jagd mit einigen Eigenarten. Die Jagdtiere sind ein tollwütiger Fuchs und eine Hyäne; als Jagdwaffen fungieren Armbrüste statt Flinten. Zeitgleich untersuchen Carl Mørck und Hafez el-Assad ohne amtlichen Durchsuchungsbefehl illegal das Anwesen von Torsten Florin. Dabei entdecken sie mehrere Käfige mit wilden Tieren. Florin, Pram und Dybbøl Jensen überraschen die Polizisten, und Ditliv Pram verletzt Mørck mit einem Armbrustpfeil an der Schulter. Die Überwältigten werden gefesselt. Mørck flieht und kann sich trotz des kleinen Sichtspalts in seiner Augenbinde in einem Blätterhaufen verstecken. Dabei wird er Zeuge, wie der tollwütige Fuchs einen der Jäger überfällt und sich in dessen Leiste verbeißt. Der Fuchs wird erlegt und der Verletzte zur medizinischen Versorgung ins nächste Krankenhaus gebracht. Kimmie erscheint und kann verhindern, dass Hafez el-Assad von der Hyäne angefallen wird. Sie bringt Ditlev, Ulrik und Torsten in ihre Gewalt, sperrt die drei zu einer Hyäne in einen Käfig und wirft eine Handgranate. Dabei werden Ulrik Dybbøl Jensen, Ditlev Pram, Torsten Florin sowie die Hyäne getötet und das Gebäude in Mitleidenschaft gezogen.
Kimmie hinterlässt Mørck und Assad ein Notizbuch mit allen Angaben von Verbrechen, welche die Clique seinerzeit begangen hatte. Sie stirbt durch Suizid, indem sie sich zusammen mit der mumifizierten Babyleiche vor einen Zug wirft. Carl Mørck holt seinen querschnittsgelähmten Freund Hardy Henningsen zur Pflege zu sich nach Hause und will Sterbehilfe leisten.

## Charakteranalyse
Jussi Adler-Olsen verwendet sehr viel Zeit mit der Charakterisierung seiner Hauptfiguren und ihrer sozialen Umstände.

„Es sind zwei Ambivalenzen, die dieses Buch aus der Masse der Thriller herausheben: Da ist zum einen der Kontrast zwischen dem Ernst des Themas – Adler-Olsen verhandelt hier, auch wenn er es nicht ganz bis in die Tiefe auslotet, nicht weniger als das in Menschen schlummernde abgrundtief Böse – und der Leichtigkeit und dem ironischen Humor, mit dem Kommissar Mørck den Fall angeht und sich dabei immer wieder mit Assad und Rose kabbelt. Und da ist zum anderen die schwer erträgliche Zwiespältigkeit, der man als Leser einer der Figuren gegenüber ausgesetzt ist, die als die Personifizierung der Gefühllosigkeit und der Lust am Quälen gelten muss und der man doch, da sie selbst eine geschundene Seele ist und sich eine harte Sühne auferlegt, Mitleid und Sympathie entgegenbringt. Das macht den Roman richtig stark.“

„Mit dem Ermittlerteam um den schrulligen Carl Mørck trifft Adler-Olsen offenbar den Nerv vieler Leser. Der Kommissar ist von seinen Vorgesetzten eigentlich abgeschoben worden in einen Kellerraum, wo er ein eigens gegründetes ‚Sonderdezernat Q‘ verwalten soll. Doch bald stellt sich heraus, dass dieses Dezernat höchst effektiv ist, wenn es um das Aufklären längst vergessener Kriminalfälle geht. Unterstützt wird Mørck von seinem geheimnisvollen syrischen Assistenten Assad und der verrückten Rose, einer Dame mit gespaltener Persönlichkeit.“

## Figuren

### Protagonisten
- Carl Mørck: Hauptfigur der Serie. Mørck ist ein Polizeibeamter und seit 25 Jahren bei der Mordkommission in Kopenhagen angestellt. Bei einem Polizeieinsatz wurde sein Freund und Kollege Anker Høyer getötet. Sein anderer Kollege Hardy Henningsen wurde durch einen Schuss verletzt und ist seither vom Hals abwärts gelähmt, Mørck selbst wurde durch einen Streifschuss an der Schläfe verletzt. Dieses Ereignis hat zu einer schweren Traumatisierung Mørcks geführt. Sein Vorgesetzter Marcus Jacobsen versetzt ihn daher in das neu geschaffene Dezernat Q, um ihn mit ungeklärten Kriminalfällen, sogenannten “Cold Cases”, zu beschäftigen. Der Autor charakterisiert Mørck als einen egomanen, kontaktarmen und teilweise schroffen dänischen Ermittler, welcher jedoch auch eine weiche und verletzliche Seite besitzt.

„Er tippte mit dem Bleistift etliche Male aufs Papier, dann schrieb er, freilich ohne die Mine allzu stark aufzudrücken: – Hardy. – Rose zum Teufel jagen. – Mona Ibsen durchficken.“

Adler-Olsen über seinen Protagonisten:

„Mein Ziel ist es in jedem Fall, den Charakter von Carl Morck weiter zu entwickeln, bis man an den Punkt kommt, an dem man alles weiß und dann fängt alles wieder von vorne an. Genau dasselbe ist es mit Assad. Die beiden sind zwar sehr unterschiedlich, aber irgendwann – und ich weiß jetzt schon wo und warum – werden sich ihre Linien kreuzen.“

- Hafez el-Assad: Mørcks Assistent. Assad, ein syrischer Immigrant, stellt eine eigenwillige wie auch sehr lebendige und dynamische Figur dar. Dank seiner Energie wird die Handlung vorangetrieben, somit dient Assad häufig als Katalysator[5] der Geschichte. Assad kam 1998 mit seiner Familie nach Dänemark und lebte bis zum Jahr 2000 im Flüchtlingslager Sandholm. Danach wurde ihm Asyl gewährt.
- Kirsten-Marie „Kimmie“ Lassen: Sie ist ein ehemaliges Mitglied der Rødovre-Clique. Sie fällt jedoch in Ungnade und wird von der Gruppe verfolgt. Sie ist obdachlos und muss auf der Flucht vor ihren Verfolgern mehrfach die Identität wechseln. Kimmie ist die tragische Heldin der Geschichte. Aus der einstigen Täterin wird das Opfer, welches sich am Ende ihres erfüllten Racheplanes selbst tötet.

„Danach wurde sie aufgefordert, das Haus zu verlassen, und stand nun in diesem Villenviertel buchstäblich auf der Straße. Mit dem Bündel unter dem Arm und der blutdurchtränkten Binde zwischen den Beinen wusste Kimmie nur eines: dass eines Tages alle, die sie missbraucht und gedemütigt hatten, dafür büßen werden.“

### Antagonisten
- Bjarne Thøgersen: Mitglied der Rødovre Clique. Kind ärmerer Eltern, ist auf das Schulstipendium angewiesen. Thøgersen soll angeblicher Täter einer Reihe von Morden sein, die der Rødovre Clique angelastet werden. Er stellt sich nach neun Jahren freiwillig der Polizei. Seitdem sitzt er in Haft.
- Kristian Wolf (†): Ehemaliger Anführer der Rødovre-Clique, Reeder. Der skrupellose Wolf wird von Kimmie aus Rache dafür, was ihr die Clique angetan hatte, getötet. Nach außen hin sieht die Tat wie ein Jagdunfall aus. Er stirbt am 15. September 1996, vier Monate nach seiner Eheschließung mit der Komtess Maria Saxenholdt.[6]

„Kristian hatte die Initiative übernommen. Er war knapp zwei Jahre älter als der Rest und hatte vor nichts und niemanden Respekt. Die ganze Klasse blickte zu ihm auf. Er hatte immer reichlich Geld in der Tasche, auch wenn das gegen die Regeln der Schule verstieß. Ein Typ mit hellwachem Blick, der sehr sorgfältig Ditlev, Torsten, Ulrik und Bjarne für die Clique auswählte. In vielerlei Hinsicht passten sie zusammen. Sie waren unangepasst. Erfüllt von Hass auf die Schule und allen anderen Autoritäten. Dazu noch ʻClockwork Orangeʼ – das schweißte zusammen.“

- Ditlev Pram: Anführer und eine Art “Alphamännchen” in der Rødovre Clique. Pram ist ein erfolgreicher Geschäftsmann und hat eine Kette von Kliniken für Plastische Chirurgie aufgebaut und damit großen Wohlstand erworben. Er ist ein Machtmensch mit starken sadistischen Neidungen, die er an seiner Umgebung und an seinen philippinischen Hilfsarbeiterinnen auslässt.

„Er zog sich von ihr zurück und hob sie an den Haaren hoch. Dann zwang er seine Zunge tief in ihren Mund, zog ihr Höschen aus und bohrte seine Finger in ihren Unterleib. Als er sie schließlich zurückstieß und sie zu Boden fiel, hatten alle beide mehr als genug. Dann richtete er seine Kleidung, steckte ihr einen Tausendkronenschein in den Mund und verließ freundlich lächelnd die Wäscherei. Er würde die ganze nächste Woche in der Caracas-Klinik zu tun haben. Die Mädels würden schon merken, wo hier der Hammer hing.“

„Ditlev Pram war ein gutaussehender Mann, und das wusste er. Im Flugzeug gab es in der Business Class immer genug Frauen, die nicht protestierten, wenn er von seinem Lamborghini erzählte und wie schnell er mit dem zur Villa in Rungsted fuhr.“

„Das war es, was Ditlev Pram liebte: Schüsse, pausenlos. Töten, pausenlos.“

„Er betrat die Küche, um sich eine Dose Kaviar zu öffnen, den er genießen wollte, solange er auf seiner Netzhaut noch Frank Helmonds entsetztes Gesicht abrufen konnte.“

- Herbert Pram: Herbert ist der ältere Bruder von Ditlev. Als Justiz-Ministerialdirektor kann er seine Macht zum Vorteil der Rødovre Clique ausspielen.
- Ulrik Dybbøl Jensen: Mitglied der Rødovre-Clique. Der hochgewachsene Ulrik ist Wertpapierhändler und hat als Einziger aus der Clique nicht an der Vergewaltigung Kimmies teilgenommen, was ihm zu schaffen macht.
- Torsten Florin: Mitglied der Rødovre-Clique, Modedesigner

„Es passiert oft an dem Tag, an dem man vierzig wird. Oder an dem Tag, an dem man seine erste Million auf dem Konto hat. Oder zumindest dann, wenn der eigene Vater in Rente geht und nur noch Kreuzworträtseln vor sich hat. An dem Tag fühlen sich die meisten Menschen plötzlich von der patriarchischen Herablassung befreit, von all den besserwisserischen Bemerkungen und kritischen Blicken. Bei Torsten Florin war das nicht so. Er hatte den Reichtum seines Vaters noch überboten. Hatte sich meilenweit von seinen jüngeren Geschwistern abgesetzt, von denen keiner auch nur ansatzweise etwas Bemerkenswertes geleistet hatte. Sogar in den Medien hatte er es weitaus öfter geschafft als sein Vater. In Dänemark kannte ihn jeder. Er wurde bewundert, besonders von den Frauen, auf die sein Vater immer so scharf gewesen war.“

- Finn Aalbæk: Privatdetektiv, der von ehemaligen Mitgliedern der Rødovre Clique auf Kimmie Lassen angesetzt wird und dabei illegale Methoden verwendet.

Über die Motive der Antagonisten schreibt Dieter Wunderlich:

„Ebenso reiche wie gefühlskalte Eltern erziehen ihre Sprösslinge zu emotionslosen Karrieristen, die bereits als Internatsschüler entdecken, welchen Kick sie aus der Demütigung und Folterung anderer Menschen gewinnen. Vier dieser Sadisten vergrößern als erfolgreiche Geschäftsleute ihren Wohlstand. Kimmie, die einzige Frau der Clique, wird durch eine Schändung selbst traumatisiert und schlägt sich auf der Straße durch, obwohl sie ein Haus besitzt. Diesen das Böse verkörpernden Perversen steht Carl Mørck gegenüber, ein aufs tote Gleis abgeschobener Vizekriminalkommissar, der sich von niemandem etwas vorschreiben lässt und seinem eigenen Kompass folgt.“

### Nebenfiguren
- Vigga Mørck: Carls Ehefrau
- Jesper Mørck: Viggas Sohn und Carls Stiefsohn
- Marcus Jacobsen: Mørcks Polizei-Vorgesetzter
- Lars Bjørn: Jacobsens Stellvertreter
- Rose Knudsen: Mørcks Assistentin im Q-Dezernat
- Henning P. Jørgensen: Kriminalkommissar, Vater von Søren und Lisbet
- Martha Jørgensen: Hennings Ehefrau
- Søren Jørgensen (†): Sohn von Henning, Mordopfer
- Lisbet Jørgensen (†): Tochter von Henning, Mordopfer
- Thelma Pram: Ditlevs Ehefrau
- Yvette Larsen: Witwe, betreut Martha Jørgensen
- Mille Lassen (†): totgeborene Tochter von Kimmie
- Kåre Bruno (†): Schüler des Internats Rødovre, kommt bei einem Unfall ums Leben
- Grete Sonne: Opfer der Gewalt der Rødovre-Clique
- Gisela Niemüller: Tochter eines verschwundenen Ehepaars
- Johan Jacobsen: Kollege von Carl Mørck, Verlobter von Lisbet Jørgensen
- Kyle Basset: Rørvig-Schüler, später Bauunternehmer, erstes Opfer der Rødovre-Clique
- Kassandra: Kimmies Stiefmutter
- Charlotte Nielsen: Kassandras Haushälterin
- Tine „Ratten-Tine“ Karlsen: heroinabhängige Prostituierte, Kimmies Freundin
- Hardy Henningsen: Hardy ist der querschnittsgelähmte Freund von Mørck, der nach einem Unfall bei einem Polizeieinsatz körperbehindert ist.

## Kritiken
Jussi Adler-Olsen wird als „eigenständiger Autor“ bezeichnet, der sich von seinem schwedischen Kollegen Stieg Larsson „durch eine eigene Stimme, eigene Thematik und persönliche Betrachtungsweise unterscheidet“.
Schändung, ein Fall für Carl Mørck, Sonderdezernat Q, mit dem Originaltitel Fasandræbern (Fasanenmörder) gilt als einprägsam „und originell, so dass die dt. Übersetzung Schändung unpassend wirkt“. „Das Buch bietet gelungene und spannende Unterhaltung mit Widerhaken“.

## Rezensionen
„Der Blutdurst der Jäger. Wie würden sie es machen? Ein einzelner Schuss? Nein. So gnädig waren die nicht, diese Teufel, so waren sie nicht … Ein Leichenfund in einem Sommerhaus in Rørvig. Zwei Geschwister sind brutal ermordet worden. […] Tu was du willst, soll sein das ganze Gesetz.“

„Vor allem die Figuren Mørck und Kimmie wecken aufgrund ihrer ungewöhnlichen Verhaltensweisen das Interesse des Lesers. Spannend ist der Kriminalroman ‚Schändung‘ von Jussi Adler-Olsen ohnehin.“

„Ebenso reiche wie gefühlskalte Eltern erziehen ihre Sprösslinge zu emotionslosen Karrieristen, die bereits als Internatsschüler entdecken, welchen Kick sie aus der Demütigung und Folterung anderer Menschen gewinnen. Vier dieser Sadisten vergrößern als erfolgreiche Geschäftsleute ihren Wohlstand. Kimmie, die einzige Frau der Clique, wird durch eine Schändung selbst traumatisiert und schlägt sich auf der Straße durch, obwohl sie ein Haus besitzt. Diesen das Böse verkörpernden Perversen steht Carl Mørck gegenüber, ein aufs tote Gleis abgeschobener Vizekriminalkommissar, der sich von niemandem etwas vorschreiben lässt und seinem eigenen Kompass folgt. Jussi Adler-Olsen erzählt die düstere Geschichte nach einem zeitlich vorgreifenden Epilog chronologisch im Wechsel zwischen den Perspektiven Mørcks, Kimmies und ihrer früheren Kumpane. Zurückliegende Ereignisse werden in Form von Erinnerungen Kimmies als Rückblenden nachgeholt. Vor allem die Figuren Mørck und Kimmie wecken aufgrund ihrer ungewöhnlichen Verhaltensweisen das Interesse des Lesers. Spannend ist der Kriminalroman ‚Schändung‘ ohnehin. Beeinträchtigt wird das Lesevergnügen, weil Jussi Adler-Olsen von allem ein bisschen zu viel aufträgt und beim Showdown maßlos übertreibt.“

„Den diesjährigen Sommerhit landet der Däne Jussi Adler-Olsen, gleichwohl sein Roman ‚Erbarmen’ schon im September 2009 erschienen ist. Seit sechsundvierzig Wochen steht der Thriller auf der SPIEGEL-Bestsellerliste. In diesen Tagen erscheint Band zwei ›Schändung‹ …“

„Der Krimi ist einer der stärksten, spannendsten, irrwitzigsten der letzten Zeit.“

„Auch in seinem zweiten Roman, ‚Schändung‘, schickt Adler-Olsen seinen Kommissar wieder in die Abgründe der feinen dänischen Gesellschaft. […] Das Verbrechen ist ein Oberschichtsphänomen. Begangen von Menschen, die glauben, sich von jeder Verantwortung freikaufen zu können. […] Adler-Olsens Blick auf seine Heimat ist ebenso pessimistisch wie die Sicht Henning Mankells auf Schweden. Ystad, die südschwedische Kleinstadt, in der Kurt Wallander seine Fälle löste, scheint in demselben Land zu liegen wie Adler-Olsens Kopenhagen.“

„Der Roman ist ein echter Thriller – es wird den Lesern schwer fallen, ihn aus der Hand zu legen, bevor die letzte Seite gelesen ist.“

„Atemberaubende Spannung, bis zum fulminanten Showdown am Ende.“

„‚Schändung‘ ist ein echter Page-Turner.“

„Perfekt für: Unerschrockene. Und Leute, die sich gern erschrecken.“

„Mitreißend und intelligent: Adler-Olsen ist der Star am Krimi-Himmel.“

## Ausgaben
- Fasandræberne. Gyldendals Bogklubber, 2008, ISBN 978-87-03-03231-3.
- Schändung. Der zweite Fall für Carl Mørck, Sonderdezernat Q. Aus dem Dänischen von Hannes Thiess. dtv, 2010, ISBN 978-3-423-24787-0. (3 Wochen lang im Jahr 2010 auf dem Platz 1 der Spiegel-Bestsellerliste)
- Schändung. Hörbuch. gekürzte Fassung, gelesen von Wolfram Koch, Bearbeitung durch Doreen Maas unter der Regie Frank Bruder. Berlin 2010, ISBN 978-3-89813-990-8. (6 CDs)